# Perdi Você
Perdi você é o título de uma canção escrita pelos compositores César Augusto, César Rossini e Reinaldo Barriga. Foi gravada pelos próprios Augusto e Rossini (que formavam a dupla Cesar & Cesar) em 1994, sendo posteriormente regravada por Guilherme & Santiago 10 anos depois e lançada no álbum "Chovendo Estrelas". A canção foi música de trabalho do álbum e estourou nas rádios e nas paradas de sucesso em todo o Brasil. É até hoje um dos grandes sucessos de Guilherme & Santiago e foi gravada novamente no DVD "É Pra Sempre Te Amar - Ao Vivo", em 2005. Esta canção também foi gravada pelo cantor sertanejo mineiro Léo Magalhães.

## Desempenho nas paradas

### Posições
| País   | Parada         | Melhor posição |
| ------ | -------------- | -------------- |
| Brasil | Brasil Hot 100 | 8              |